# Catophoenissa jonesaria
Catophoenissa jonesaria är en fjärilsart som beskrevs av William Schaus 1929. Catophoenissa jonesaria ingår i släktet Catophoenissa och familjen mätare. Inga underarter finns listade i Catalogue of Life.